# Szajch Dannun
Szajch Dannun (arab. شيخ دنون; hebr. שיח' דנון) – wieś arabskapołożona w Samorządzie Regionu Matte Aszer, w Dystrykcie Północnym, w Izraelu.

## Położenie
Szajch Dannun jest położona na wysokości 92 metrów n.p.m. na zachodnich zboczach wzgórz Zachodniej Galilei. Okoliczny teren łagodnie opada w kierunku zachodnim na równinę przybrzeżną Izraela. W odległości 5,5 km na zachodzie jest wybrzeże Morza Śródziemnego. Na północy przepływa rzeka Nachal Gaton, na północnym wschodzie strumień Aszerat, a na południu strumień Bet ha-Emek. W otoczeniu wsi znajdują się kibuce Kabri, Gaton, Jechi’am, Bet ha-Emek i Lochame ha-Geta’ot, moszawy Amka, Regba, Netiw ha-Szajjara i Ben Ammi, chrześcijańska wieś Nes Ammim, oraz wsie komunalne Newe Ziw, Kelil i Aszerat.

### Podział administracyjny
Szajch Dannun jest położona w Samorządzie Regionu Matte Aszer, w Poddystrykcie Akka, w Dystrykcie Północnym.

## Demografia
Populacja wioski składa się z Arabów:

Źródło danych: Central Bureau of Statistics.

## Historia
Pierwotnie w obszarze tym istniały dwie wsie arabskie Asz-Szajch Dannun i Asz-Szajch Dawud. Victor Guérin opisał obie wioski pod koniec XIX wieku. Wieś Asz-Szajch Dannun była skupiona wokół grobu szejka Dannuna. W sąsiedniej wiosce Asz-Szajch Dawud znajdował się meczet z dwoma kopułami. Opis z 1881 roku wspomina o Asz-Szajch Dannun jako o małej wsi, której domy były zbudowane z kamieni i gliny. Populacja wioski liczyła około 50 muzułmanów. W sąsiedniej Asz-Szajch Dawud mieszkało 70 muzułmanów. Wokół wiosek były położone pola uprawne oraz gaje oliwne. Po I wojnie światowej w 1918 roku cała Palestyna przeszła pod panowanie Brytyjczyków, którzy utworzyli Mandat Palestyny. Przyjęta 29 listopada 1947 roku Rezolucja Zgromadzenia Ogólnego ONZ nr 181 przyznała te tereny państwu arabskiemu. Podczas wojny domowej w Mandacie Palestyny w 1948 roku w obszarze tym działały siły Arabskiej Armii Wyzwoleńczej, które paraliżowały żydowską komunikację w całej Galilei. Mieszkańcy wiosek mieli jednak zawarty pakt o nieagresji z sąsiednimi osadami żydowskimi i dzięki temu unikali aktów przemocy. Na samym początku I wojny izraelsko-arabskiej Izraelczycy przeprowadzili operację „Ben-Ammi”, w trakcie której w nocy z 20 na 21 maja 1948 roku zajęli okoliczne wioski. Wioski Asz-Szajch Dannun i Asz-Szajch Dawud nie zostały jednak wysiedlone, dzięki czemu zachowały swój pierwotny arabski charakter. Po wojnie połączono je w jedną wieś, do której przesiedlono uciekinierów z wiosek al-Ghabisijja, al-Amka, Kuwajkat, Umm al-Faradż i An-Nahr.

## Kultura i sport
We wsi jest ośrodek kultury z biblioteką. Przy kompleksie szkolnym jest położone boisko do piłki nożnej, boisko do koszykówki oraz sala sportowa.

## Edukacja
Wieś posiada własną szkołę podstawową oraz liceum.

## Infrastruktura
We wsi jest przychodnia zdrowia i kilkanaście sklepów.

## Gospodarka
Lokalna gospodarka opiera się na rolnictwie. Część mieszkańców dojeżdża do pracy w pobliskich strefach przemysłowych.

## Transport
Ze wsi wyjeżdża się na zachód na drogę nr 70, którą jadąc na północ dojeżdża się do moszawu Netiw ha-Szajjara i dalej do skrzyżowania z drogą ekspresową nr 89 przy kibucu Kabri, lub jadąc na południe dojeżdża się do skrzyżowania z drogą nr 8721 (prowadzi na wschód do wsi Kelil).